# Viral (película)
Viral es una película del año 2013, dirigida por Lucas Figueroa y protagonizada por Juan Blanco. 

## Argumento
Raúl, un joven de 24 años, resulta elegido para protagonizar un concurso sin precedentes: tendrá que vivir una semana en el edificio Fnac de la plaza de Callao de donde no podrá salir bajo ningún concepto. Su único contacto con el exterior será a través de las redes sociales. Su objetivo: conseguir 100.000 fans. Sin embargo, muy pronto, ganar no será su única meta: además de intentar conquistar a Lucía (una de las cajeras, de la que está enamorado) y superar su miedo patológico a los espacios cerrados, Raúl tendrá que enfrentarse a los inquietantes sucesos que tienen lugar en el interior de la tienda por las noches.

## Reparto
- Juan Blanco: Raúl
- Aura Garrido: Lucía
- Miguel Ángel Muñoz: Frank
- Pablo Rivero: Hugo
- Pedro Casablanc: David
- Dafne Fernández: Susana
- Enrique Villén: Padre de Raúl
- Amparo Valle: Anciana
- Chani Martín: Juanjo [3] [4]
- Eva Martínː Silvia